# ラーディー
ラーディー（909年 - 940年）は、アッバース朝の第20代カリフ（在位：934年 - 940年）である。

## 生涯
第18代カリフであるムクタディルとギリシア系の女奴隷のザルームとの間に生まれた。叔父の第19代カリフであるカーヒルは、ムクタディルの家族の財産を没収し虐待したが、その暴政に反発した軍隊がクーデターをおこして幽閉しラーディーが第20代カリフとして934年に擁立された。
彼自身は、詩と歌を愛好し寛容な性格だったが彼の時代のアッバース朝は権威がガタ落ちして地方の知事たち実質的に独立してカリフが本当に統治しているのは首都バグダートとサワード地方（イラク南部）だけだった。しかもサワード地方の大部分はワシート及びその付近の知事イブン・ライークのもとにほとんど独立していた。
アミール（地方の豪族）たちはバグダートに入って弱体のカリフを戴き天下に号令しようと考え始めたため、有力な者に、ワジール（宰相）とハージブ（侍従）を統括してカリフに代わって権力を掌握し、従順ではない地方豪族を押さえたり、討ち取る責任を負う大アミール（Amīr al-Umarā）の称号を与えることにした。936年に最初に近い位置にいる、イブン・ライークに与えたが助長したため部下の武将のバジュカムをそそのかして主人に叛かせバグダートから追い払い代わりに大アミールに任命した。バジュカムは期待通り重責を果たした。
940年に32歳で病死した。大食いだったため胃弱の可能性が強い。